# Stjärnkikarfisk
Stjärnkikarfisk (Uranoscopus scaber) är en fiskart som beskrevs av Carl von Linné 1758. Stjärnkikarfisk ingår i släktet Uranoscopus och familjen Uranoscopidae. Inga underarter finns listade i Catalogue of Life.

## Utseende
Arten når en längd upp till 40 cm men de flesta exemplar blir 30 cm långa. Liksom andra medlemmar av samma släkte har stjärnkikarfisken ett avplattat och ungefär fyrkantigt huvud. Vid varje axel börjar en giftig tagg som är fyra gånger längre än huvudet. Den främre ryggfenan har 3 till 4 taggstrålar, den andra ryggfenan har 13 till 15 mjukstrålar och analfenan har en taggstråle och 12 till 14 mjukstrålar. Arten är på ovansidan gråbrun med ljusare mönster och undersidan är gulgrå.

## Utbredning
Denna fisk förekommer i havet nära kustlinjerna i östra Atlanten från södra Biscayabukten till Mauretanien samt över Medelhavet till Svarta havet och Röda havet. Stjärnkikarfisken vistas i områden som är 15 till 400 meter djupa.

## Ekologi
Arten gräver sig ner i havets botten som utgörs av sand eller slam. När den gömmer sig ligger endast ögonen och munnen utanför sanden. Födan utgörs av små fiskar och kräftdjur som kompletteras med havslevande blötdjur, tagghudingar och ringmaskar. Äggläggningen sker mellan mars och september och de flesta ägg läggs under maj. Nykläckta ungar lever före könsmognaden i det öppna havet.

## Hot
Stjärnkikarfisken fångas och säljs färsk eller torkad samt saltad på marknader. Omfattande fiske förekommer vid Egyptens kustlinjer. Andra hot mot beståndet är inte kända och arten är fortfarande vanligt förekommande. Den listas av IUCN som livskraftig (LC).